# Jan Juliusz Tabencki
Jan Juliusz Tabencki (ur. 17 czerwca 1940, zm. 1 maja 2018) – polski muzealnik, regionalista i działacz społeczny.

## Życiorys
Był między innymi dyrektorem Muzeum Stara Plebania w Karczewie oraz wieloletnim dyrektorem Otwockiego Centrum Kultury. W 1993 zainicjował powstanie Muzeum Ziemi Otwockiej w Otwocku im. Michała Elwiro Andriollego, którego był pierwszym kustoszem, zaś w latach 1996–2003 pełnił funkcję prezesa Towarzystwa Przyjaciół Otwocka. Należał do Stowarzyszenia Dziennikarzy im. Władysława Reymonta. Był także współzałożycielem Polskiego Klubu Ekologicznego „Otwockie Sosny”.
Pochowany na cmentarzu parafialnym w Karczewie.

## Wybrane odznaczenia
- Złoty Krzyż Zasługi (2007)[5]

## Wybrana bibliografia autorska
- 10 lat Muzeum Ziemi Otwockiej (Otwockie Centrum Kultury, Otwock, 2005; ISBN 83-914339-3-5)
- Reymont w Otwocku (Otwockie Centrum Kultury, Otwock, 2005; ISBN 83-914339-2-7)